# Finklärkor
Finklärkor (Eremopterix) är ett släkte i familjen lärkor inom ordningen tättingar. Släktet omfattar åtta arter som förekommer framför allt i Afrika söder om Sahara (inklusive Madagaskar), men också genom Mellanöstern till Indien:
- Svart finklärka (E. australis)
- Madagaskarfinklärka (E. hova)
- Gråryggig finklärka (E. verticalis)
- Rostkronad finklärka (E. leucopareia)
- Brunhuvad finklärka (E. signatus)
- Svartkronad finklärka (E. nigriceps)
- Gråkronad finklärka (E. griseus)
- Brunryggig finklärka (E. leucotis)

Madagaskarfinklärka placerades tidigare bland busklärkorna i Mirafra. DNA-studier visar dock att den trots sitt avvikande utseende är en finklärka.